# Justicia poggei
Justicia poggei är en akantusväxtart som beskrevs av Gustav Lindau. Justicia poggei ingår i släktet Justicia och familjen akantusväxter. Inga underarter finns listade i Catalogue of Life.